# 蘭多爾特山
78°46′S 84°30′W / 78.767°S 84.500°W

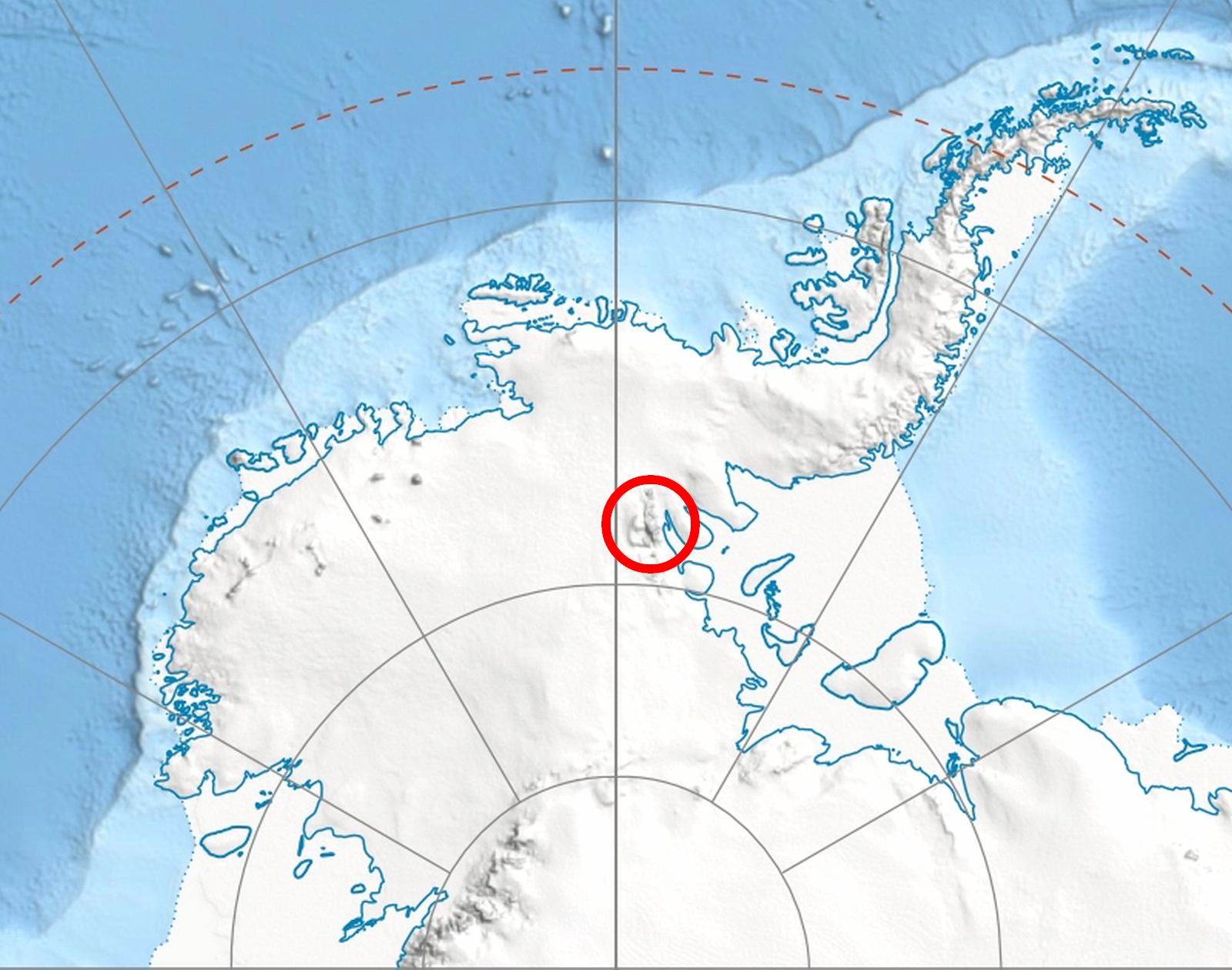

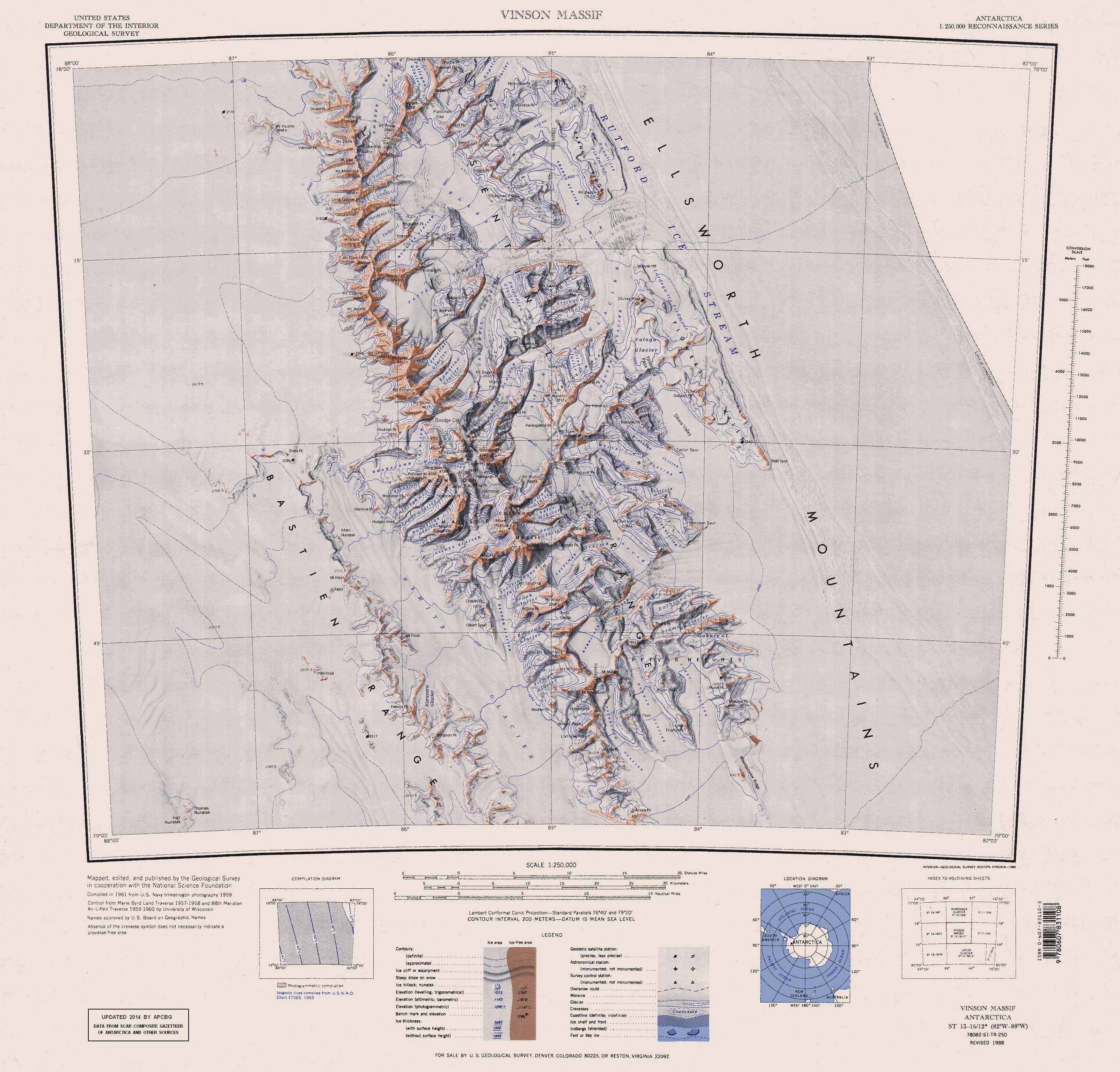

蘭多爾特山是南極洲的山峰，位於埃爾斯沃思地，處於埃爾斯沃思山脈的森蒂納爾嶺東南端，海拔高度2,280米，美國地質調查局根據測量和該國海軍的空中照片繪入地圖。

## 外部連結
- SCAR Composite Antarctic Gazetteer（页面存档备份，存于）